# Orlovskij rajon (Oblast' di Rostov)
L'Orlovskij rajon (in russo Орловский район?) è un rajon dell'Oblast' di Rostov, nella Russia europea, il cui capoluogo è Orlovskij. Istituito nel 1934, ricopre una superficie di  3.300 chilometri quadrati e nel 2010 ospitava una popolazione di circa 40.000 abitanti.